# Newcastle West
Newcastle West (irl. An Caisleán Nua Thiar) – miasto w hrabstwie Limerick, w Irlandii. Liczba mieszkańców w 2011 roku wynosiła 5098.